# James Herbert Brennan
James Herbert Brennan (født 5. juli 1940, død 1. januar 2024) var en irsk forfatter af fantastisk litteratur og okkultisme.
Hans interesse for magi, alternative videnskabelige teorier (f.eks menneskets udenjordiske oprindelse) og klassiske horror film er hvad der har påvirket hans forfatterskab. Hans publikationer er skrevet specielt for unge.

### Faglitterære
- Astral Doorways (1971)
- Five Keys to Past Lives (1972)
- Experimental Magic (1972)
- Occult Reich (1974)
- An Occult History of the World (1976)
- Getting What You Want (1977)
- Good Con Guide (1978)
- Reincarnation (1981)
- A Guide to Megalithic Ireland (1982)
- Discover Your Past Lives: A Practical Course (1984)
- The Reincarnation Workbook: A Complete Course in Recalling Past Lives (1989)
- The Astral Projection Workbook: How to Achieve Out-of-Body Experiences (1989)
- Mindpower : Succeed at School (1990)
- Mindpower: Secrets to Improve Your Image (1990)
- Aquarian Guide to the New Age (1990) (with Eileen Campbell)
- Understanding Reincarnation: Effective Techniques for Investigating Your Past Lives (1990)
- How to Get Where You Want to Go (1991)
- Discover Astral Projection (1991)
- Nostradamus: Visions of the Future (1992)
- Discover Reincarnation (1992)
- True Ghost Stories (1993)
- The Dictionary of Mind, Body and Spirit (1994) (with Eileen Campbell)
- Body, Mind and Spirit: A Dictionary of New Age Ideas, People, Places, and Terms (1994) (with Eileen Campbell)
- Time Travel: A New Perspective (1997)
- Seriously Weird True Stories (1997)
- Magick for Beginners (1998)
- Martian Genesis (1998)
- The Little Book of Nostradamus: Prophecies for the 21st Century (1999)
- The Secret History of Ancient Egypt (2000)
- The Magical I Ching (2000)
- Magical Use of Thought Forms (2001)
- Occult Tibet (2002)
- Death - The Great Mystery of Life (2002)
- Tibetan Magic and Mysticism (2006)

### Fiktion
- Beyond the Fourth Dimension (1975)
- Power Play (1977)
- Greythorn Woman (1979)
- Dark Moon (1980)
- Mindreach (1985)
- The Curse of Frankenstein (1986)
- Dracula's Castle (1986)
- Monster Horrorshow (1987)
- Barmy Jeffers and the Quasimodo Walk (1988)
- Return of Barmy Jeffers and the Quasimodo Walk (1988)
- Barmy Jeffers and the Shrinking Potion (1989)
- The Crone (1989)
- Ordeal by Poison (1992)
- Ancient Spirit (1993)
- Marcus Mustard (1994)
- Capricorn: Capricorn's children (1995)
- Cancer: Black Death (1995)
- The Gravediggers (1996)
- Blood brother (1997)
- Kookaburra Dreaming (1997)
- Zartog's Remote (2000)
- In Miss Whitts class.... Being bored... Question mark (2009)
- The Shadowproject (2010)
- The Doomsday Box (2011)

### Faerie Wars
- Faerie Wars (2003)
- The Purple Emperor (2004)
- Ruler of the Realm (2006)
- Faerie Lord (2007)
- The Faeman Quest (2011)